# John Smith (politico 1938)
John Smith (Dalmally, 13 settembre 1938 – Londra, 12 maggio 1994) è stato un politico britannico. Fu leader del Partito Laburista dal luglio del 1992 fino alla sua morte per un attacco di cuore nel maggio del 1994.
Smith entrò per la prima volta in Parlamento nel 1970 e, dopo aver ricoperto ruoli nell'esecutivo come ministro di Stato per l'Energia (1975-1976) e ministro di Stato per l'Ufficio del Consiglio Privato (1976-1977), entrò nel gabinetto di James Callaghan in qualità di segretario di Stato per il commercio e di presidente del Board of Trade (1978-1979). Durante il periodo nel quale i laburisti furono all'opposizione al governo conservatore di Margaret Thatcher fu membro dei governi ombra. Servì come segretario per il Commercio (1979-1982), segretario per l'Energia (1982-1983), segretario per l'occupazione (1983-1984), segretario di Stato per il commercio e l'industria (1984-1987) e cancelliere dello scacchiere (1987-1992).
Dopo che il leader laburista Neil Kinnock si dimise in seguito alla sconfitta a sorpresa del Partito nelle elezioni generali del 1992 contro il nuovo leader conservatore John Major, Smith fu eletto suo successore nel luglio del 1992. Continuò le iniziative di Kinnock per riformare il Partito, abolendo il blocco sindacale alle conferenze e sostituendolo con il principio "un membro, un voto" dalla conferenza del partito del 1993. Tuttavia il suo approccio generalmente alla riforma, che venne soprannominato "one more heave", cercò di evitare le polemiche e vincere le successive elezioni capitalizzando l'impopolarità del governo conservatore. Questo frustrò molti riformisti come Tony Blair e Gordon Brown. Il primo, dopo la morte improvvisa di Smith nel maggio del 1994, gli succedette come leader e intraprese la riforma del partito nota come New Labour. Blair vinse le elezioni generali del 1997.

## Primi anni di vita e formazione

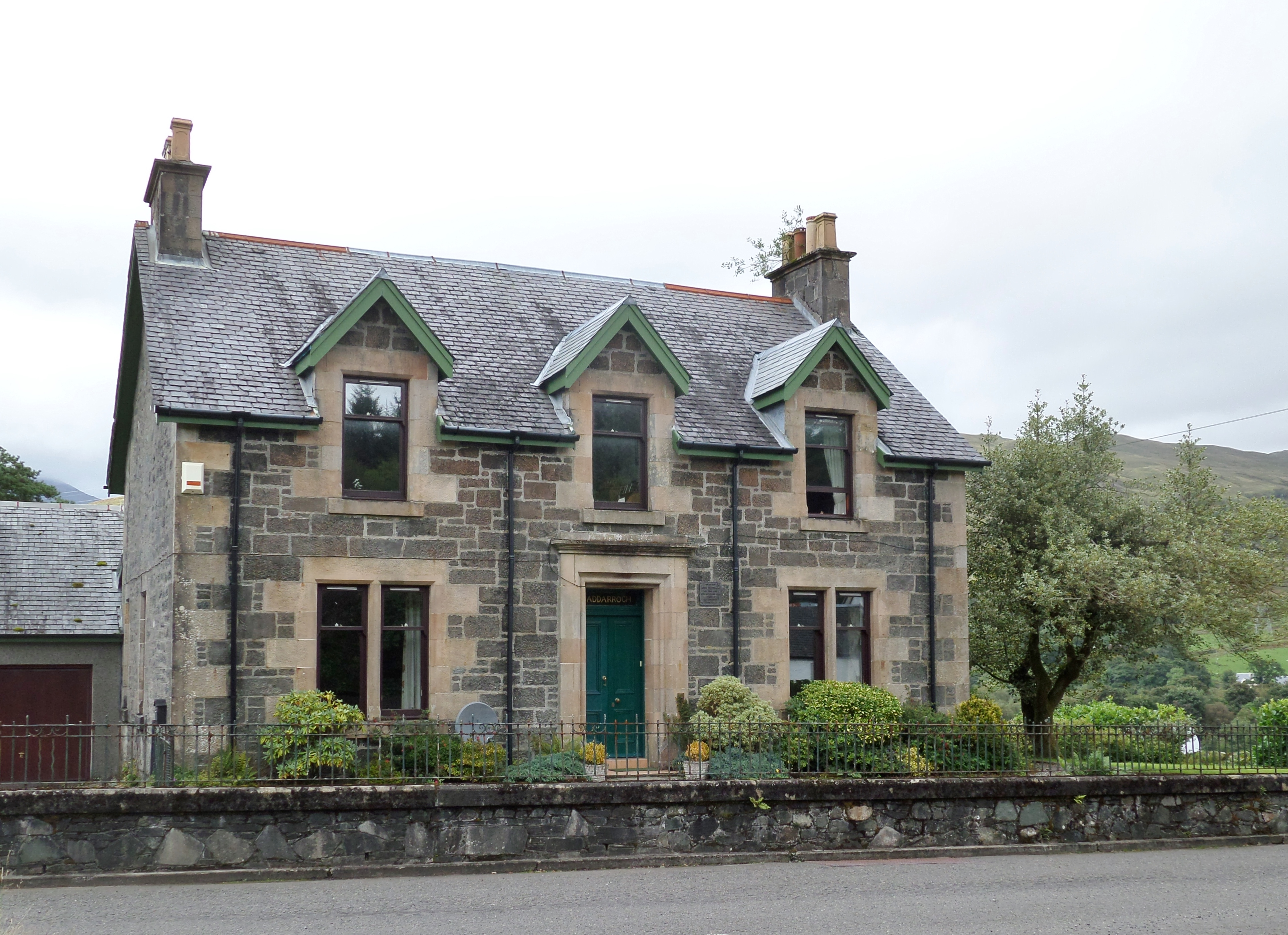
La casa natale di Smith a Dalmally, Glenorchy.

John Smith nacque a Baddarroch, Dalmally, il 13 settembre 1938 ed era il maggiore dei tre figli di Sarah Cameron (nata Scott, 29 luglio 1910 - 11 gennaio 1997) e Archibald Leitch Smith (18 giugno 1907 - 1981). All'epoca della nascita di Smith, suo padre era insegnante a Portnahaven, nell'isola di Islay, ma due anni dopo divenne preside della scuola elementare di Ardrishaig, Argyll, che John frequentò. Dal settembre del 1952 frequentò la Dunoon Grammar School, alloggiando in città con una padrona di casa e tornando a casa durante le vacanze scolastiche. In seguito si iscrisse all'Università di Glasgow. Studiò storia dal 1956 al 1959 e poi giurisprudenza dal 1959 al 1962. Nel 1955 entrò nel Partito Laburista.
Fu coinvolto nel dibattito tra la Glasgow University Dialectic Society e la Glasgow University Union. Nel 1962 vinse la competizione di dibattito The Observer Mace, parlando con Gordon Hunter. Nel 1995, dopo la sua morte, il concorso venne ribattezzato John Smith Memorial Mace in suo onore.
Nel 1963, divenne avvocato e nel 1967 entrò nell'ordine degli avvocati scozzese. Lavorò in particolare nelle cause per diffamazione per il Daily Record e il Sunday Mail.

## Membro del Parlamento
Smith si candidò come parlamentare laburista alle elezioni suppletive del 1961 nel collegio dell'East Fife. Venne candidato nuovamente per quel seggio nelle elezioni generali del 1964. Alle elezioni generali del 1970 fu eletto deputato per North Lanarkshire subentrando a Margaret Herbison. Smith fece il suo discorso inaugurale il 10 novembre 1970, opponendosi al Family Suppome Act Act del 1970 del governo conservatore. Il 28 ottobre 1971, Smith sfidò il Partito Laburista a unirsi ai parlamentari laburisti guidati da Roy Jenkins per votare a favore dell'ingresso nella Comunità economica europea. Tra questi c'erano Roy Hattersley, Shirley Williams, Bill Rodgers e David Owen. Tutti più tardi avrebbero fatto parte del gabinetto Callaghan.

### Al governo
Nel febbraio del 1974 Smith declinò l'offerta di Harold Wilson all'ufficio di procuratore generale di Scozia, non desiderando che la sua carriera politica diventasse marginale diventando un ufficiale di legge. In ottobre venne nominato sottosegretario di Stato presso il dipartimento dell'energia. Nel dicembre del 1975 venne nominato ministro di Stato. Smith sostenne James Callaghan nelle elezioni per la leadership del Partito Laburista dopo che Wilson si dimise nell'aprile del 1976. Quando Callaghan divenne Primo ministro, Smith divenne ministro di Stato presso l'Ufficio del Consiglio Privato, in servizio con il vicecapo laburista, Michael Foot, il lord presidente del Consiglio e il leader della Camera dei comuni. In questa posizione, Smith pilotò le controverse proposte di devolution per la Scozia e il Galles nella Camera dei comuni. L'abile gestione da parte di Smith di queste proposte impressionò Callaghan e nel novembre 1978, quando Edmund Dell si ritirò, Callaghan nominò Smith segretario di Stato per il commercio. Era il membro più giovane del gabinetto e vi prestò servizio fino alle elezioni generali del 1979, quando i laburisti furono sconfitti dai conservatori guidati da Margaret Thatcher.

### Al governo ombra
Nel giugno del 1979 Smith entrò nel governo ombra e ne fece parte fino al 1992. Inizialmente fu segretario per l'energia. Nelle elezioni per la leadership del novembre del 1980, Smith votò per Denis Healey e non per Michael Foot. Smith rimase nel Partito Laburista anche dopo che l'ala destra del partito si separò per formare il Partito Social Democratico, rimarcando: "Sono a mio agio con i sindacati, loro non lo sono, questa è la grande differenza". Smith votò per Healey nelle elezioni per la carica di vice-leader del settembre del 1981.
Nel 1983 entrò nel Queen's Counsel e lo stesso anno il suo collegio elettorale divenne Monklands East. Durante le elezioni generali del 1983, Smith si concentrò sulla disoccupazione, sostenendo che i conservatori avevano causato la deindustrializzazione e che un governo laburista avrebbe aumentato gli investimenti, e quindi l'occupazione. Smith ricevette oltre il 50 % dei voti a Monklands East, ma i laburisti persero terreno a livello nazionale. Smith ricoprì il ruolo di direttore della campagna di Roy Hattersley nelle elezioni per gli uffici di leader e vice leader. Dopo essere stato per un anno segretario per l'occupazione, dal 1984 al 1987 fu segretario di Stato per l'industria e il commercio.

### Primo attacco di cuore
Smith ebbe un primo infarto il 9 ottobre 1988 e fu costretto a trascorrere tre mesi lontano da Westminster per riprendersi. In quella occasione, si era lamentato di dolori al petto la sera prima e dovette essere persuaso a cancellare un volo per Londra per poter andare in ospedale per un controllo. Venne visitato all'Edinburgh Royal Infirmary e gli fu fatto un elettrocardiogramma. Il dottore che lo esaminò disse "qualunque cosa sia, non pensiamo che sia il tuo cuore". Poi Smith improvvisamente crollò, e rimase brevemente privo di sensi prima di tornare in sé. Trascorse tre giorni in terapia intensiva e lasciò l'ospedale il 20 ottobre 1988 con un pieno recupero.
Smith apportò modifiche al suo stile di vita seguendo una dieta di 1000 calorie al giorno, riducendo i cibi ricchi e i vini pregiati, smettendo di fumare e praticando il munro. Al momento della sua morte era riuscito a salire su 108 dei 277 munro scozzesi (montagne oltre i 3.000 piedi sopra il livello del mare). Il suo peso scese dai 98 kg, al momento del primo attacco di cuore, agli 81 kg, quando tornò in Parlamento, il 23 gennaio del 1989.

### Cancelliere dello scacchiere del governo ombra
Nel luglio del 1987 venne nominato Cancelliere dello Scacchiere nel governo ombra formato dopo la sconfitta elettorale dei laburisti. Nonostante il modo tranquillo e modesto, e la sua posizione politicamente moderata, era un oratore arguto e spesso graffiante. Smith venne nominato due volte parlamentare dell'anno: prima nel novembre del 1986 per le sue interpretazioni durante la controversia in Westland, durante le quali Leon Brittan si dimise, e la seconda volta nel novembre del 1989, per aver incaricato Nigel Lawson di occuparsi dello stato dell'economia e della sua difficile relazione con sir Alan Walters, consigliere economico del Primo ministro. Smith fece due attacchi particolarmente spiritosi a Lawson in quell'anno. Il 7 giugno del 1989, cantò la sigla della soap opera Neighbours alla cassetta dei dispacci, illuminando le differenze tra Nigel Lawson e sir Alan Walters, che criticava le politiche del primo ma che Margaret Thatcher rifiutò di licenziare. Poi il 24 ottobre fece un altro attacco feroce sulle differenze. Due giorni dopo, Lawson si dimise, seguito poco dopo da Walters.

### Leader dell'opposizione
In seguito alla quarta sconfitta consecutiva dei laburisti alle elezioni generali del 1992, Neil Kinnock si dimise da leader e Smith fu eletto suo successore.
Sebbene i laburisti fossero rimasti fuori dal governo per tredici anni, le loro prestazioni alle elezioni del 1992 furono molto migliori rispetto alle precedenti tre. Avevano ridotto la maggioranza conservatrice da 102 a 21 seggi e, per la maggior parte dei tre anni precedenti alle elezioni, i sondaggi d'opinione avevano indicato che i laburisti avevano più probabilità di vincere le elezioni rispetto ai conservatori. Le dimissioni di Margaret Thatcher, Primo ministro conservatore di lunga data ma sempre più impopolare, e l'elezione ben accolta di John Major come suo successore, aveva visto la confortevole performance laburista nei sondaggi di opinione spazzati via e nei 17 mesi precedenti alle elezioni il risultato delle elezioni divenne molto più difficile da prevedere. Gran parte della colpa era stata attribuita al "budget ombra" laburista redatto da Smith, che includeva l'innalzamento dell'aliquota massima dell'imposta sul reddito da 40 pence a sterlina a 50 mentre la campagna elettorale conservatrice era incentrata sull'avvertimento che gli elettori avrebbero dovuto affrontare un aumento delle tasse sotto un governo laburista.
Nel settembre del 1992, Smith fece il suo primo discorso come capo del partito, nel quale attaccò la disfatta del governo sugli Accordi europei di cambio otto giorni prima, un evento che fu visto da molti osservatori come importante nel determinare l'esito delle successive elezioni generali, prima che fossero sull'orizzonte politico, da quel momento in poi i laburisti furono sempre in ascesa nei sondaggi di opinione, ottenendo diversi seggi dai conservatori nelle elezioni suppletive, attirando un deputato conservatore che divenne laburista e sconfiggendoli nelle elezioni comunali locali.
In questo discorso, si riferì a John Major come "il Primo ministro svalutato di un governo svalutato". Alla conferenza del Partito Laburista, Smith etichettò Major e a Norman Lamont come gli "Stanlio e Ollio della politica britannica". Questo fece eco ai suoi attacchi contro il governo di Major prima delle elezioni del 1992 (mentre era ancora cancelliere del governo ombra), quando memorabilmente etichettò come "irresponsabili" i piani conservatori di tagliare le tasse sul reddito al 20 %, e scherzò a una manifestazione dei laburisti a Sheffield che i conservatori avrebbero subito un disastro al botteghino come Tesoro, mi si sono ristretti i ragazzi, riferendosi al recente film Disney, e beffandosi della recessione che stava affliggendo l'economia britannica in quel momento.
In un dibattito del giugno del 1993, Smith attaccò nuovamente il governo conservatore, dicendo che sotto la premiership di John Major "l'uomo con il tocco di non-Mida è in carica. Non c'è da meravigliarsi se viviamo in un paese in cui il Grand National non inizia e gli hotel cadono nel mare". Si riferiva al Grand National del 1993, che fu cancellato dopo una falsa partenza, e all'Holbeck Hall Hotel di Scarborough, che era crollato da una scogliera poco prima.
Durante lo stesso dibattito, Smith commentò la recente sconfitta del governo nell'elezione suppletiva nel collegio di Newbury dove vinse il candidato dei liberaldemocratici definendola una scarsa dimostrazione nelle elezioni locali e un successivo rimpasto del governo dicendo che "se dovessimo offrire quella serie di eventi al Light Entertainment Department della BBC come sceneggiatura di un programma, penso che i produttori di Yes Minister lo avrebbero rifiutato irrimediabilmente, forse sarebbe stato troppo per Some Mothers Do 'Ave 'Em. Nello stesso discorso, Smith attaccò anche le promesse elettorali fallite dei conservatori (in particolare la recente decisione sul bilancio di Lamont di imporre l'IVA sulle bollette energetiche nazionali) sostenendo di possedere l'ultima copia di un documento politico del 1992 "sfuggita alla macchina distruggi-documenti di un ufficio centrale". Si esibì molto bene nella mozione del dibattito sulla fiducia del luglio del 1993 sul governo conservatore.
Nonostante i suoi successi, Smith era sempre più efficace nella Camera dei comuni che sulle piattaforme o alle domande del Primo ministro, sebbene avesse iniziato a migliorare in questi ultimi campi verso la fine della sua vita. Tony Blair e Gordon Brown sotto la leadership di Smith erano inquieti e ansiosamente preoccupati del fatto che il partito avesse adottato un approccio "one more heave" ed era diventato eccessivamente cauto nell'affrontare l'eredità di "tasse e spese".
Nonostante questo, durante il suo mandato di leader dei laburisti, Smith abolì il voto di blocco sindacale alle conferenze del partito e lo sostituì con il principio "un membro, un voto" alla conferenza del partito del 1993. Impegnò inoltre un futuro governo laburista a istituire un Parlamento scozzese, obiettivo raggiunto dai suoi successori dopo la sua morte in particolare grazie al suo caro amico Donald Dewar. Smith era anche un impegnato sindacalista britannico. Durante il mandato di Smith come leader, il Partito Laburista ottenne un importante vantaggio nei sondaggi sui conservatori. Il 5 maggio 1994, una settimana prima della morte di Smith, i conservatori subirono una grave sconfitta nelle elezioni comunali, la peggiore da oltre 30 anni. Ciò avvenne nonostante la forte ripresa economica e la riduzione della disoccupazione che avevano seguito la dichiarazione di fine recessione nell'aprile del 1993. Nel maggio del 1994 un sondaggio stimava che il Partito Laburista avesse in media 23 punti di vantaggio sul Partito Conservatore.

## Morte

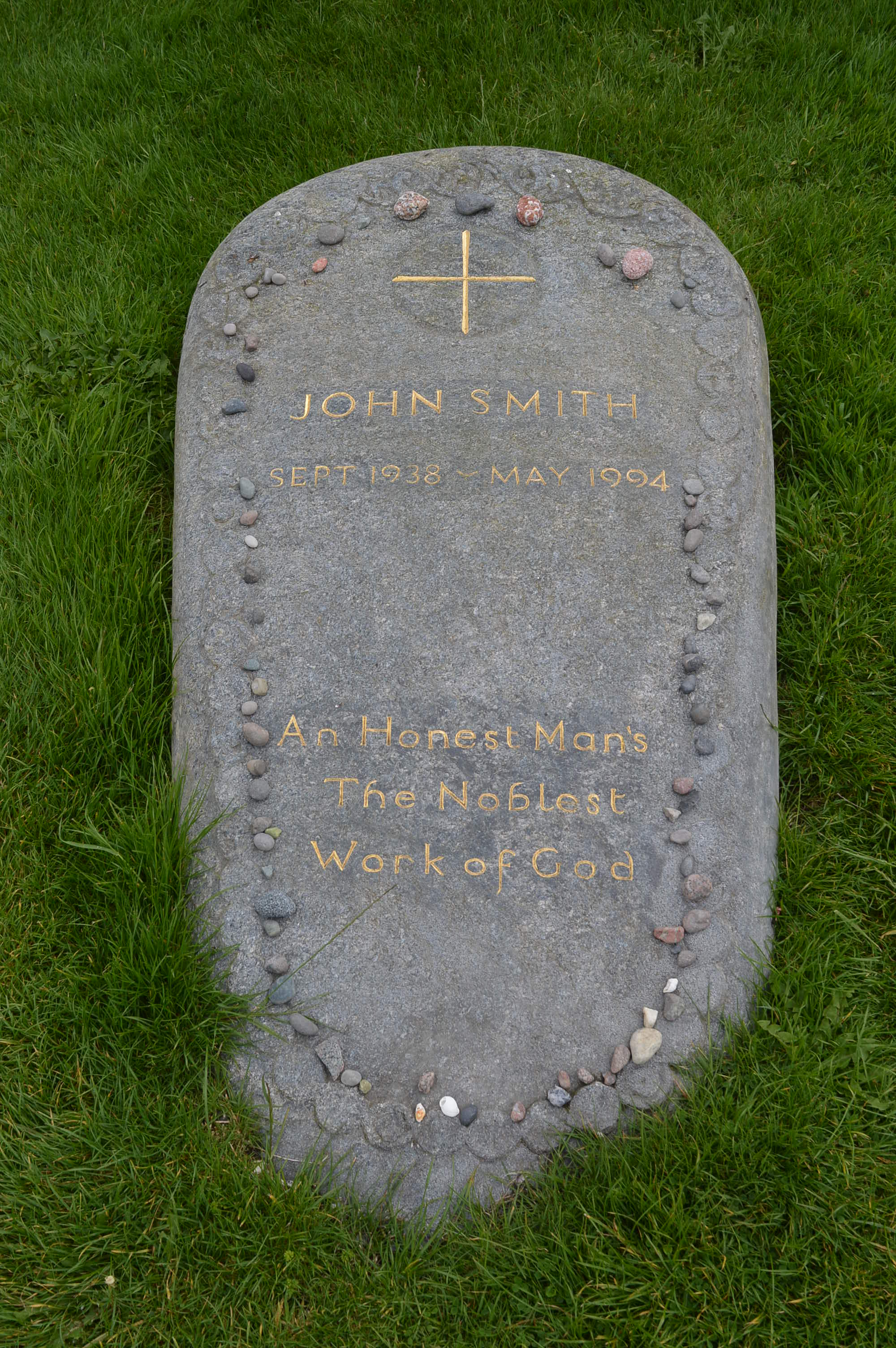
Tomba di John Smith nell'isola di Iona, Scozia. L'epitaffio è tratto da An Essay On Man di Alexander Pope.

La sera dell'11 maggio del 1994, alla presenza di circa 500 persone, Smith fece un discorso durante una cena per la raccolta di fondi al Park Lane Hotel di Londra, dicendo: "L'opportunità di servire il nostro paese, questo è tutto ciò che chiediamo". Alle 8:05 del mattino seguente, mentre si trovava nel suo appartamento al Barbican Estate, Smith subì un infarto mortale. Sua moglie telefonò a un'ambulanza che si precipitò al St Bartholomew's Hospital dove morì alle 9:15 del mattino, senza aver mai ripreso conoscenza. Il 28 aprile, una quindicina di giorni prima della sua morte, Smith aveva visitato lo stesso ospedale e il suo pronto soccorso per denunciare la proposta di chiuderli. Il dottore che lo aveva guidato, il professor Mike Besser, cercò senza successo di salvare la vita di Smith.
In risposta alla sua morte, John Major gli rese omaggio in Parlamento, culminando nella frase divenuta celebre, che lui e Smith "avrebbero condiviso un drink: a volte il tè, a volte non il tè". È stato riferito che molti parlamentari piansero.
Il giorno della sua morte, il BBC 9 O'Clock News fu prorogato di un'ora rispetto alla solita mezz'ora. Questo sostituì la soap medica che doveva seguire alle 9:30, casualmente intitolata Cardiac Arrest. Durante il question time, quella sera, i membri del panel resero omaggio a Smith invece di discutere. Tra i partecipanti vi erano George Robertson e Menzies Campbell.
Il 20 maggio 1994, dopo un servizio funebre pubblico nella chiesa parrocchiale di Cluny a Edimburgo, alla quale parteciparono quasi mille persone, Smith fu sepolto in un servizio familiare privato sull'isola di Iona, nel cimitero sacro di Reilig Odhráin, dove si dice che molti dei primi re scozzesi e norvegesi siano sepolti. La sua tomba è contrassegnata da un epitaffio che cita la quarta lettera di An Essay On Man di Alexander Pope: "Un uomo onesto è la più nobile opera di Dio". Il suo intimo amico Donald Dewar funse da portabandiera di Smith. Il 14 luglio 1994 ebbe luogo un servizio funebre all'abbazia di Westminster al quale parteciparono oltre duemila persone. L'arcivescovo di Canterbury George Carey pronunciò il sermone.

## I laburisti dopo la sua morte
Dopo la morte di Smith, il Partito Laburista ribattezzò il suo quartier generale di Walworth Road, John Smith House, in sua memoria.
Tony Blair, il successore di Smith come leader del Partito Laburista, era inizialmente piuttosto popolare e fu un efficace attivista che capitalizzava l'attenzione sulla sfiducia pubblica nel Partito Conservatore per ottenere una vittoria schiacciante alle elezioni generali del 1997. Il biografo di Smith, Mark Stuart, sostiene che Smith avrebbe potuto portare il partito a una vittoria su scala simile a quella raggiunta da Blair a causa della combinazione della sconfitta nel mercoledì nero e delle divisioni interne del Partito Conservatore sull'Europa dopo il 1992. Stuart sostiene che la mancanza di un "effetto Blair" avrebbe significato che il Partito Conservatore avrebbe ottenuto poco più di 200 seggi (anziché dei 165 effettivamente vinti) nella Camera, lasciando i conservatori in una posizione simile a quella del Labour dopo le elezioni generali del 1983.

## Vita personale
Smith fu sposato con Elizabeth Bennett dal 5 luglio 1967 fino alla sua morte. Nel 1995 fu creata pari a vita con il titolo di baronessa Smith di Gilmorehill. Ebbero tre figlie, una delle quali, Sarah, è stata corrispondente da Washington per Channel 4 e dal 2014 lavora per la BBC. Le loro altre figlie sono Jane, una designer di costume, e Catherine, un'avvocatessa.